# 戎州 (山西)
戎州，中国南北朝时设置的州。
北魏设南垣州，寻改丰州，北齐以丰州改名戎州，治所在今山西省武乡县西北故城。北周废除戎州，地入潞州。 